# Ishione
Ishione (jap. 石尾根, dt. „Fels[en]kamm“) ist ein Gebirgskamm im Osten der japanischen Hauptinsel Honshū, im Südosten des Okuchichibu-Gebirges. Er erstreckt sich in der Gemeinde Okutama im Westen der Präfektur Tokio vom Gipfel des Kumotori bis in den Ortskern von Okutama (Hikawa), wo sich nahe am Bahnhof Okutama die Täler des Nippara und des Tama treffen.
Die Gipfel, die der Ishione verbindet, sind im Einzelnen:
- Kumotori (雲取山, Kumotori-yama; 2.017 m), der höchste Punkt der Präfektur Tokio auf der Grenze zu Saitama und Yamanashi, er ist einer der Nihon hyaku-meizan, der „hundert berühmten Berge Japans“ von Fukada Kyūya; der Kamm folgt zunächst der Grenze zwischen Tokio und Yamanashi (Dorf Tabayama),
- Kokumotori (小雲取山, Kokumotori-yama; 1.937 m),
- Nanatsuishi (七ツ石山, Nanatsuishi-yama; 1.757 m), östlich davon trennen sich Präfekturgrenze und Bergkamm,
- Takamaru (高丸山, Takamaru-yama; 1.773 m),
- Hikagenaguri (日陰名栗峰, Hikagenaguri-mine; 1.725 m), auf dem Grat zwischen Hikagenaguri und Takanosu liegt die Takanosu-Schutzhütte, die für zehn Menschen konzipiert ist,
- Takanosu (鷹ノ巣山, Takanosu-yama; 1.736 m),
- Mizune (水根山, Mizune-yama; 1.620 m),
- Shiroyama (城山; 1.523 m),
- Masakadobamba (将門馬場; 1.455 m),
- Mutsuishi (六ツ石山, Mutsuishi-yama; 1.479 m),
- Karikura (狩倉山, Karikura-yama; 1.452 m),
- Sanukido (三ノ木戸山, Sanukido-yama; 1.177 m).